# Nollieux
Nollieux ist eine französische Gemeinde  mit 187 Einwohnern (Stand: 1. Januar 2022) im Département Loire in der Region Auvergne-Rhône-Alpes (vor 2016 Rhône-Alpes). Sie gehört zum Arrondissement Roanne und zum Kanton Boën-sur-Lignon.

## Geographie
Die Gemeinde Nollieux liegt an den Ausläufern der Monts du Forez, 33 Kilometer südlich von Roanne. Umgeben wird Nollieux von den Nachbargemeinden Saint-Germain-Laval im Norden und Osten, Bussy-Albieux im Südosten und Süden, Cezay im Südwesten und Westen sowie Saint-Martin-la-Sauveté im Nordwesten.

## Bevölkerungsentwicklung
| Jahr                       | 1962 | 1968 | 1975 | 1982 | 1990 | 1999 | 2006 | 2014 | 2022 |
| Einwohner                  | 180  | 193  | 173  | 174  | 146  | 133  | 140  | 190  | 187  |
| Quellen: Cassini und INSEE |      |      |      |      |      |      |      |      |      |

## Sehenswürdigkeiten

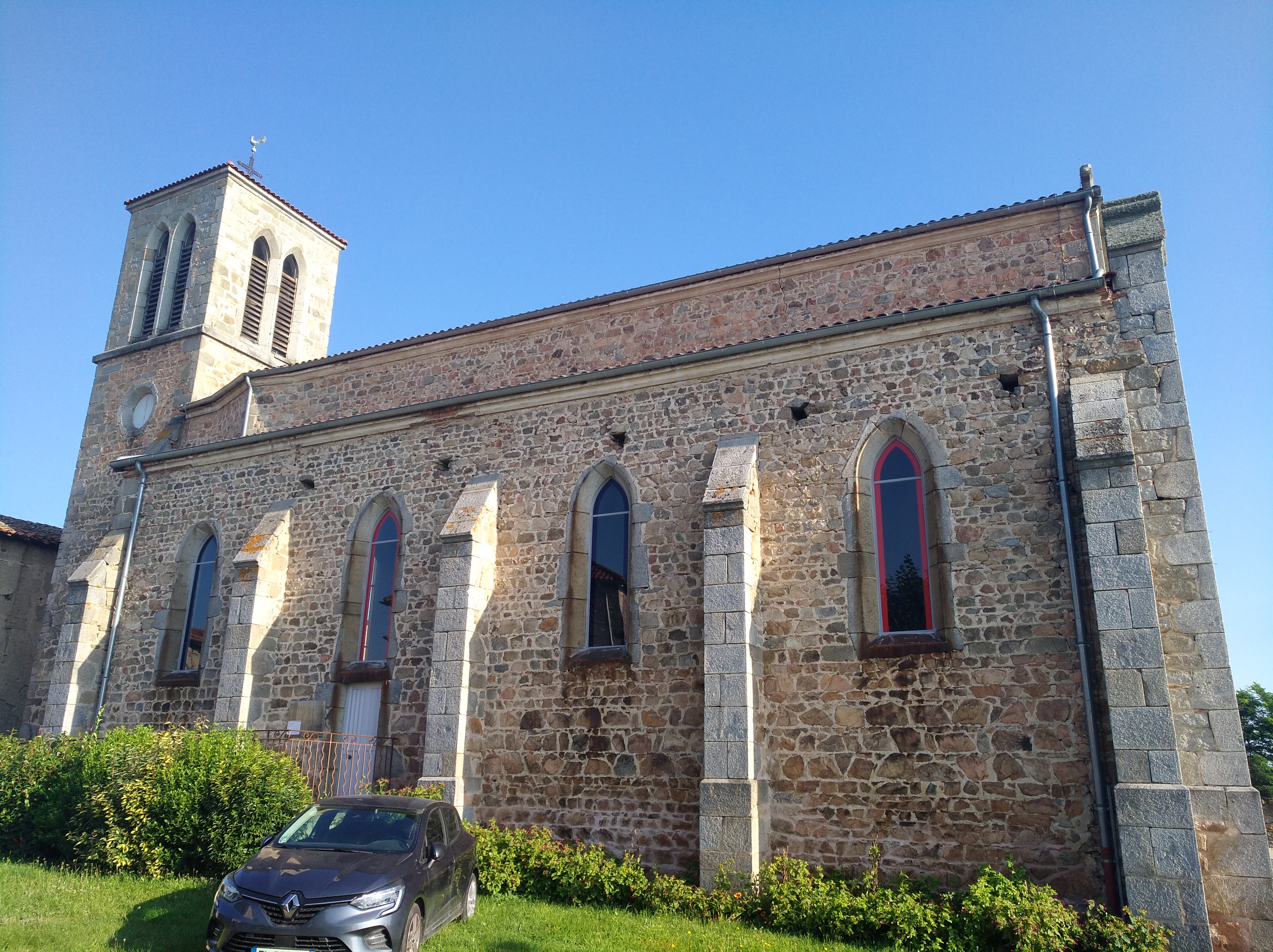
Kirche Saint-Thomas

- Kirche Saint-Thomas